# Vinařice (okres Kladno)
Vinařice jsou obec, která se nachází v okrese Kladno ve Středočeském, na vyvýšené planině pod jižním svahem Vinařické hory, přibližně 3 km severně od centra města Kladna. Žije zde přibližně 2 100 obyvatel, čísel popisných je zhruba 710 a ulic 29.
Nachází se zde věznice Vinařice. Doprava v obci je autobusová (linky 322 a 330 z Prahy do Slaného a Libušína). K Vinařicím patří i osady Mayrau, Tuháň a Barré (nacházejí se dále od centrální části obce, stavebně již spojené s kladenskou čtvrtí Švermov).

## Poloha
Centrální část obce se rozkládá na vyvýšené rovině v nadmořské výšce cca 350–370 m n. m. Část Vinařice-nádraží se nachází v blízkosti Třebichovic v údolí Knovízského potoka v nadmořské výšce 280 m n. m. Nejvyšší bod katastrálního území – vrchol Vinařické hory – je ve výšce 413 m n. m.

## Historie
První písemná zmínka o obci pochází z roku 1227. Na počátku 13. století patřily Vinařice u Kladna do takzvaného jamnického újezdu, který v roce 1260 připadl králi Přemyslu Otakaru II. Ten roku 1277 daroval újezd jamnický (někde uváděno propůjčil) klášteru ostrovskému u sv. Jana na ostrově u Davle, kde proboštství ke správě tohoto území bylo zřízeno ve Slaném. Tento klášter držel území až do dob husitských válek a poté území přešlo do neznámých světských rukou.
V dalším období území, kde se nachází současná obec, patřilo různým majitelům panství. Pro zajímavost berní rula z roku 1654 uvádí Vinařice na panství Smečno Bernarda Ignáce Jana z Martinic, kdy Vinařice měly 12 usedlých obyvatel a toto se udrželo až do roku 1717. V seznamu poddaných smečenského panství jsou v roce 1663 uvdeni jako poddaní Václav Šebesta s ženou Ludmilou s dětmi Václavem a Alžbětou. Celkový počet obyvatel byl 70.
Velký rozmach zaznamenala obec až při objevu uhelných ložisek na Kladensku a Slánsku. Dne 2. června 1875 bylo v hloubce 320 metrů nalezeno uhlí na dolu Barré a následně odkryto velké ložisko na dole Mayrau (Majrovka). Důl byl pojmenovaný v roce 1877 (poté, co dosáhl uhelné sloje) podle předsedy správní rady Pražské železářské společnosti Kajetánu Mayerovi von Mayrau. Následkem rozvíjejícího se průmyslu obec roku 1880 čítala 48 domů s 512 obyvateli. Do roku 1900 se počet obyvatel ztrojnásobil, obec čítala již 154 domů s 1585 obyvateli.
| 1869 | 1880 | 1890 | 1900 | 1910 | 1921 | 1930 | 1950 | 1961 | 1970 | 1980 | 1991 | 2001 | 2011 |
| ---- | ---- | ---- | ---- | ---- | ---- | ---- | ---- | ---- | ---- | ---- | ---- | ---- | ---- |
| 255  | 512  | 854  | 1585 | 2115 | 2052 | 2176 | 2308 | 2344 | 2109 | 1947 | 1731 | 1704 | 2902 |

### Územněsprávní začlenění
Dějiny územněsprávního začleňování zahrnují období od roku 1850 do současnosti. V chronologickém přehledu je uvedena územně administrativní příslušnost obce v roce, kdy ke změně došlo:
- 1850 země česká, kraj Praha, politický i soudní okres Slaný[5]
- 1855 země česká, kraj Praha, soudní okres Slaný[5]
- 1868 země česká, politický i soudní okres Slaný[5]
- 1939 země česká, Oberlandrat Kladno, politický i soudní okres Slaný[6]
- 1942 země česká, Oberlandrat Praha, politický i soudní okres Slaný[7]
- 1945 země česká, správní i soudní okres Slaný[8]
- 1949 Pražský kraj, okres Kladno[9]
- 1960 Středočeský kraj, okres Kladno[10]

### Rok 1932
V obci Vinařice (2052 obyvatel, sbor dobrovolných hasičů) byly v roce 1932 evidovány tyto živnosti a obchody: 2 nákladní autodopravy, cihelna, 2 obchody s cukrovinkami, důl Mayrau, elektrárna, hodinář, 3 holiči, výroba hořčice, 11 hostinců, 2 kapelníci, kolář, konfekce, konsum Včela, 2 kováři, 2 krejčí, výroba lihovin, 3 lomy, mechanik, obchod s mlékem, 2 mlýny, 2 pražírny obilí, obchod s obuví Baťa, obuvník, papírnictví, 3 pekaři, 2 pokrývači, 2 porodní asistentky, 3 povozníci, 8 rolníků, 4 řezníci, 11 obchodů se smíšeným zbožím, stavební družstvo Svépomoc, obchod se střižním zbožím, 5 švadlen, 5 trafik, zahradník, 2 zedničtí mistři.

## Osobnosti
- Ferdinand Velc (1864–1920), malíř, fotograf a etnograf[12]

## Pamětihodnosti a zajímavosti
- Barokní kaple ve staré vsi
- Areál hlubinného uhelného dolu Mayrau, dnes v něm sídlí hornický skanzen s bohatou expozicí
- Přírodní památka Vinařická hora (413 m) má sopečný původ, žije tu mnoho chráněných zvířat a rostlin.
- Památné stromy – javor babyka u rybníka a dub na Beraníku
- Budova obecního úřadu a základní školy
- Věznice Vinařice
- Zajímavostí jsou ulice nazvané pouze čísly („I. ulice“ až „IX. ulice“)

## Doprava
- Pozemní komunikace – Obcí prochází silnice II/118 v úseku Kladno - Slaný.
- Železnice – Železniční trať ani stanice na území obce v současnosti nejsou. Do roku 1982 byla pro osobní dopravu provozována trat Kladno-Dubí – Vinařice – Zvoleněves, nyní již jen z části pro nákladní. Nejblíže obci je železniční stanice Kladno-Švermov ve vzdálenosti 3 km ležící na trati 093 z Kralup nad Vltavou do Kladna.
- Veřejná doprava v obci je součástí systému PID od srpna roku 2017 – od 1. září roku 2022 zde v pracovních dnech staví 322 (Praha veleslavín > Slaný aut.nadr ) 330 (Praha veleslavín > Libušin namĕsti) a školný linka 587 a o víkendech je obec obsluhovana pouze linkou 322 s delším intervalem 2 h

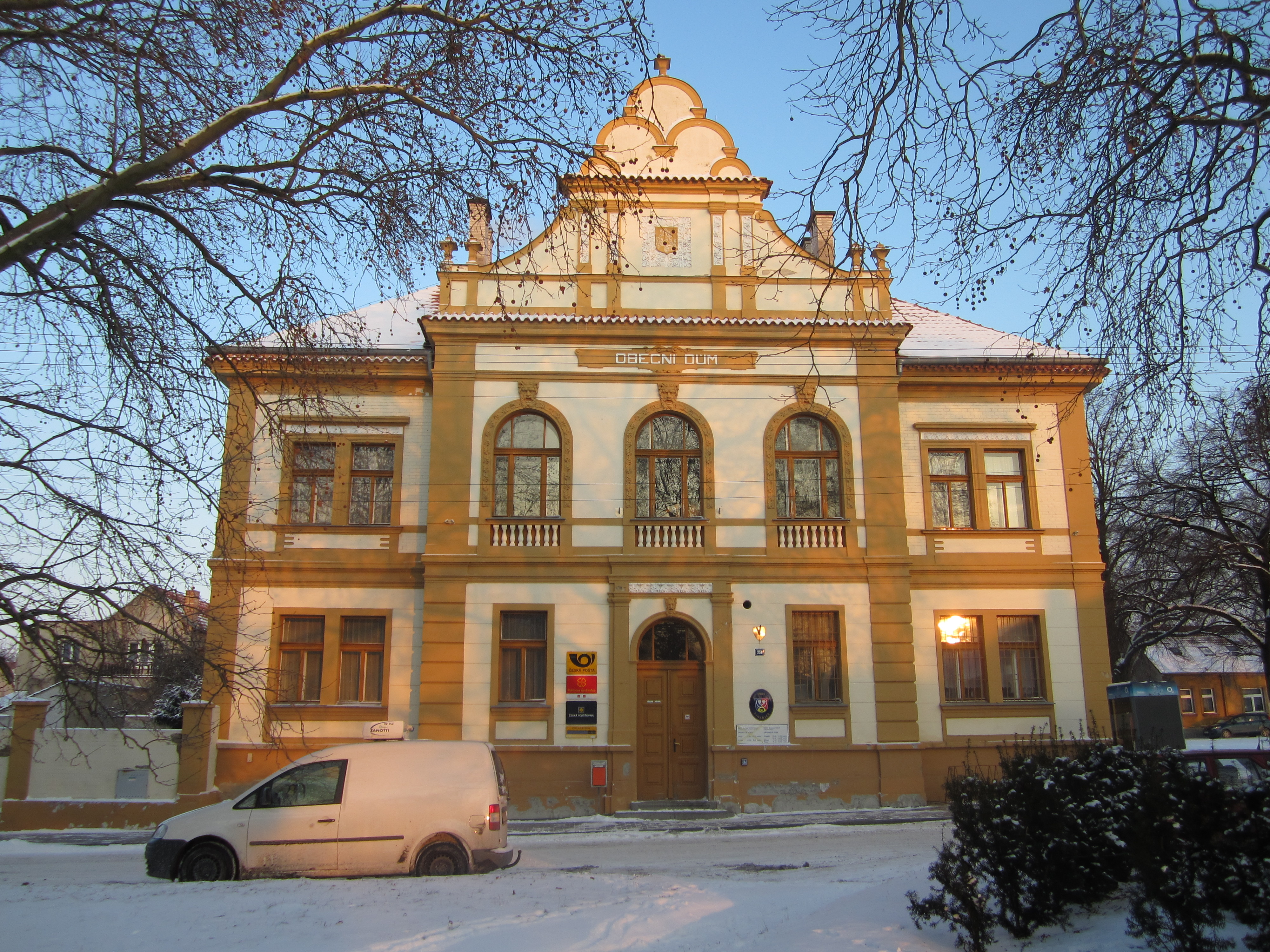
Obecní úřad
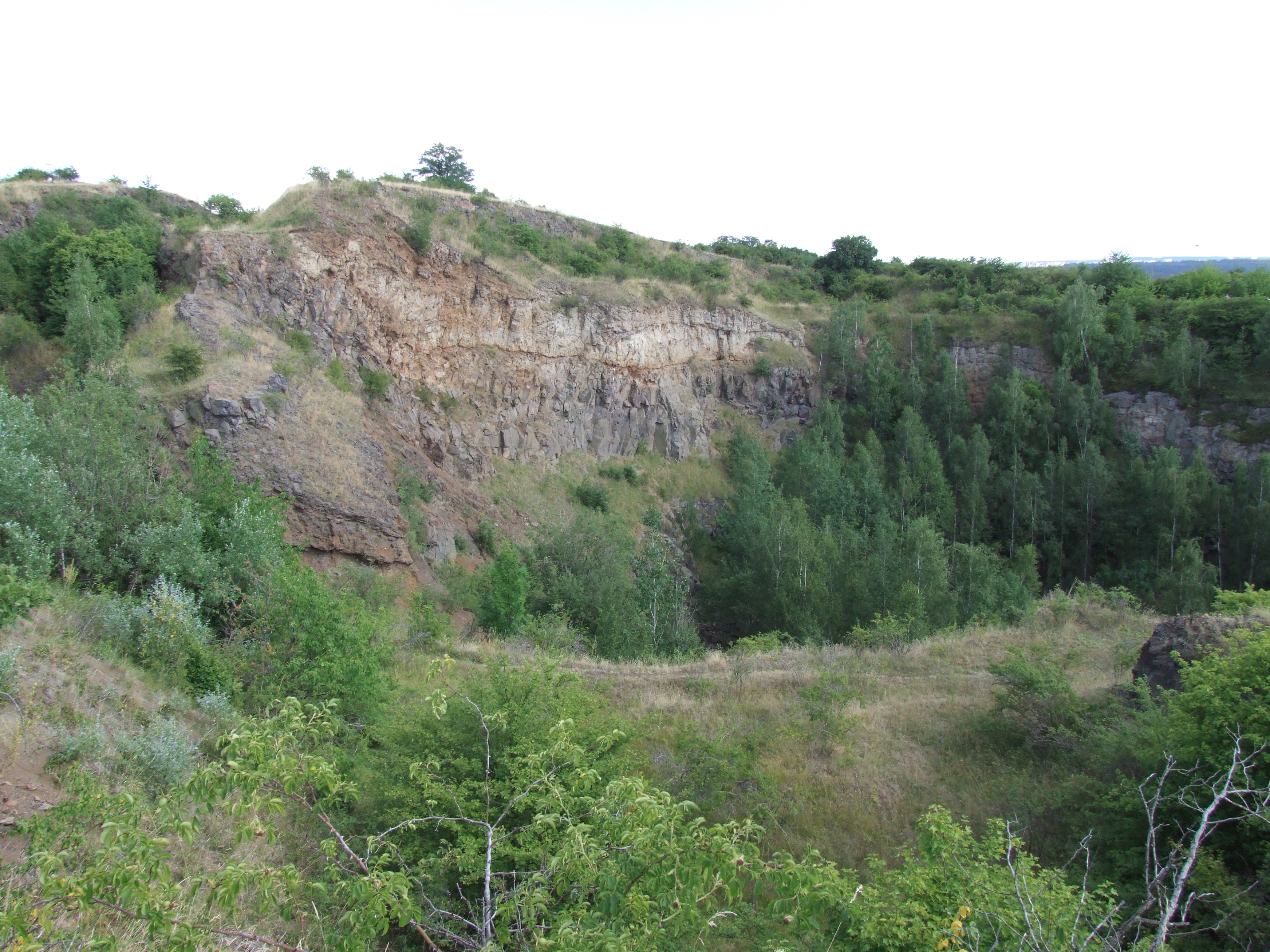
Vinařická hora
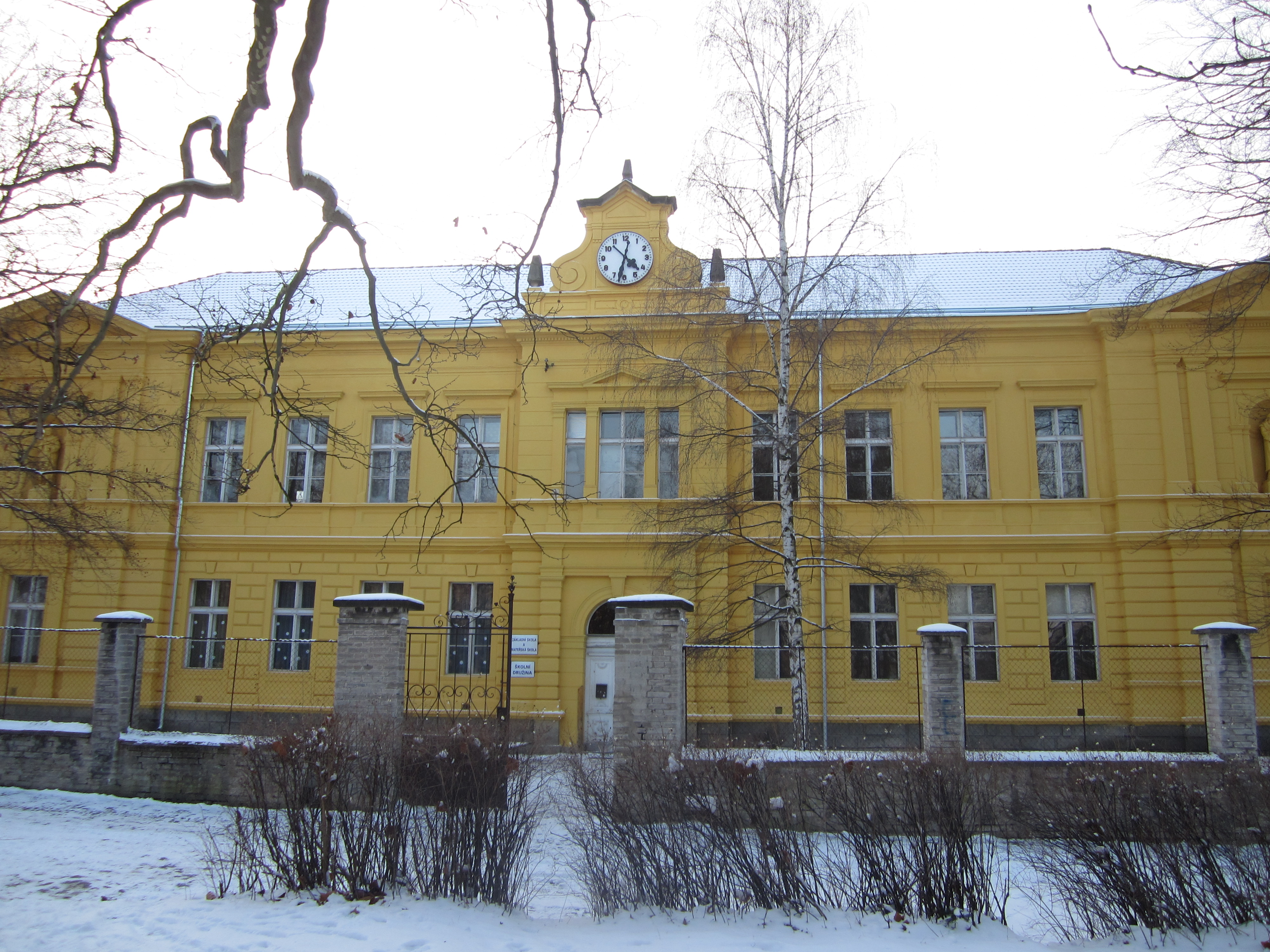
Budova školy
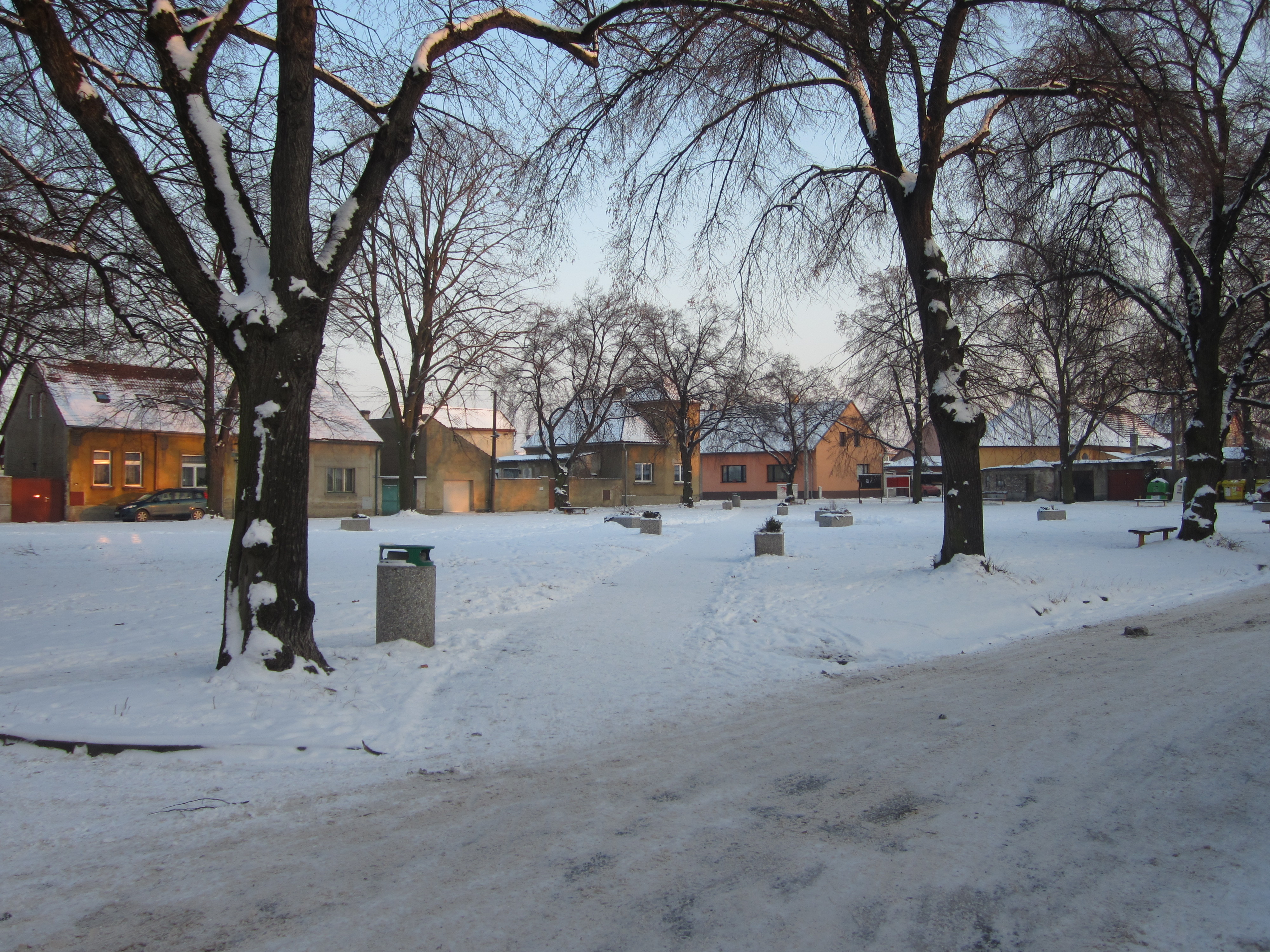
Náměstí
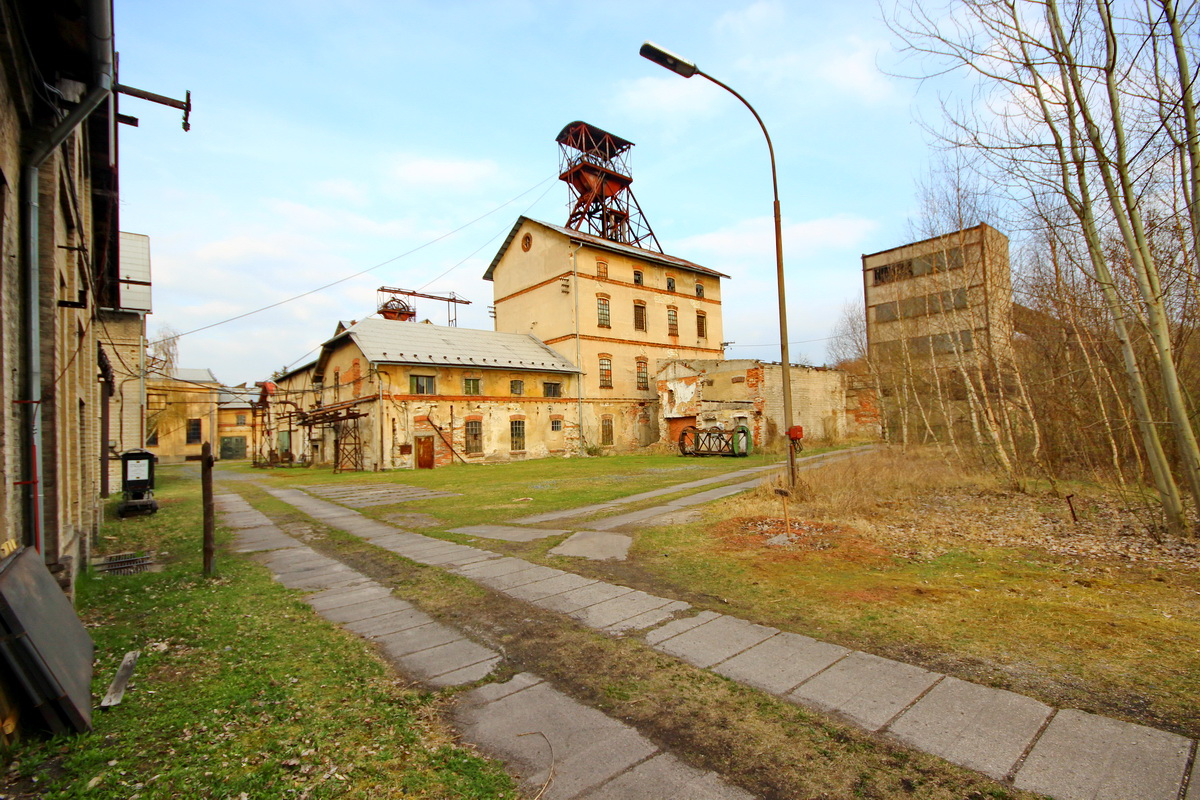
Důl Mayrau
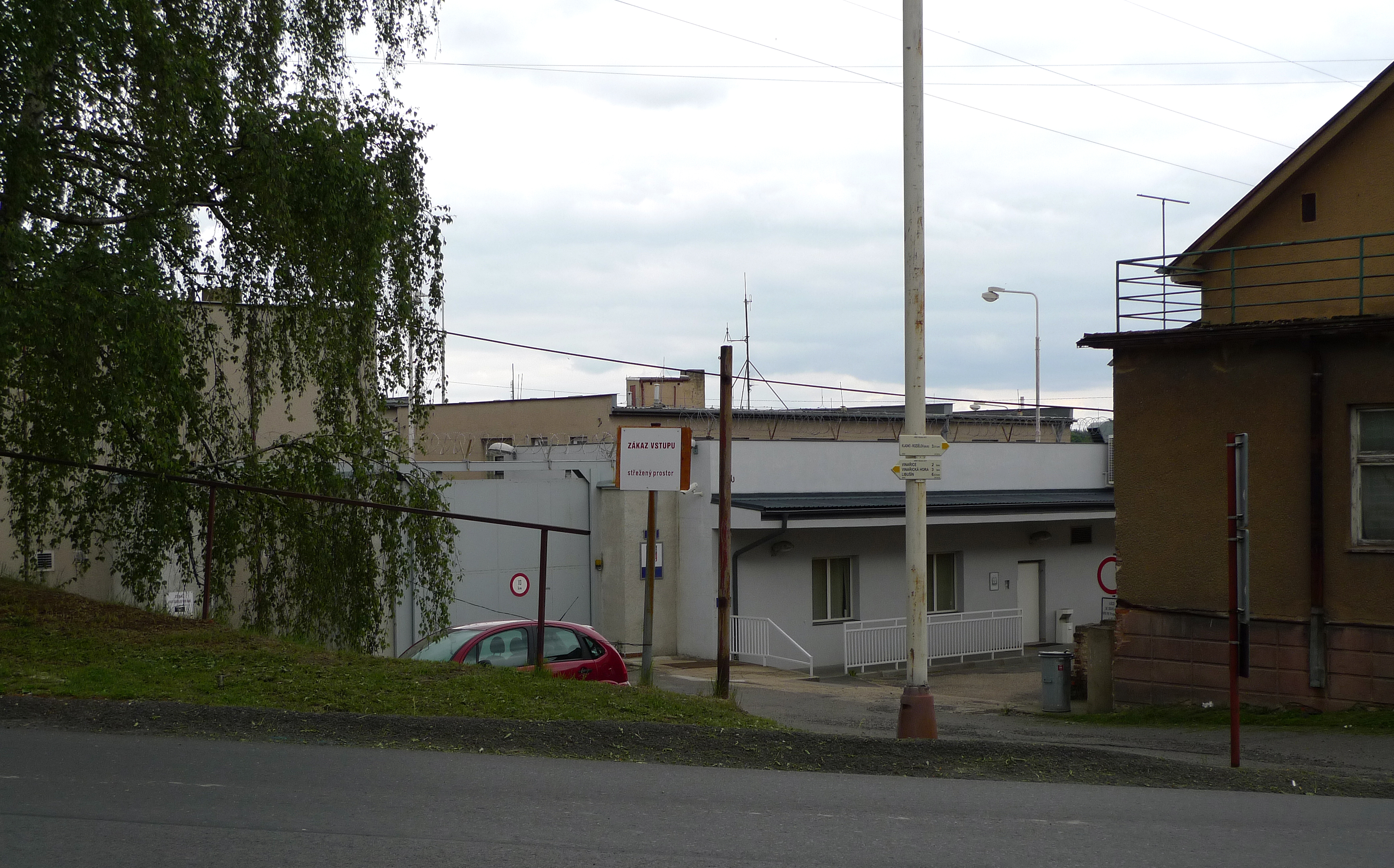
Věznice Vinařice
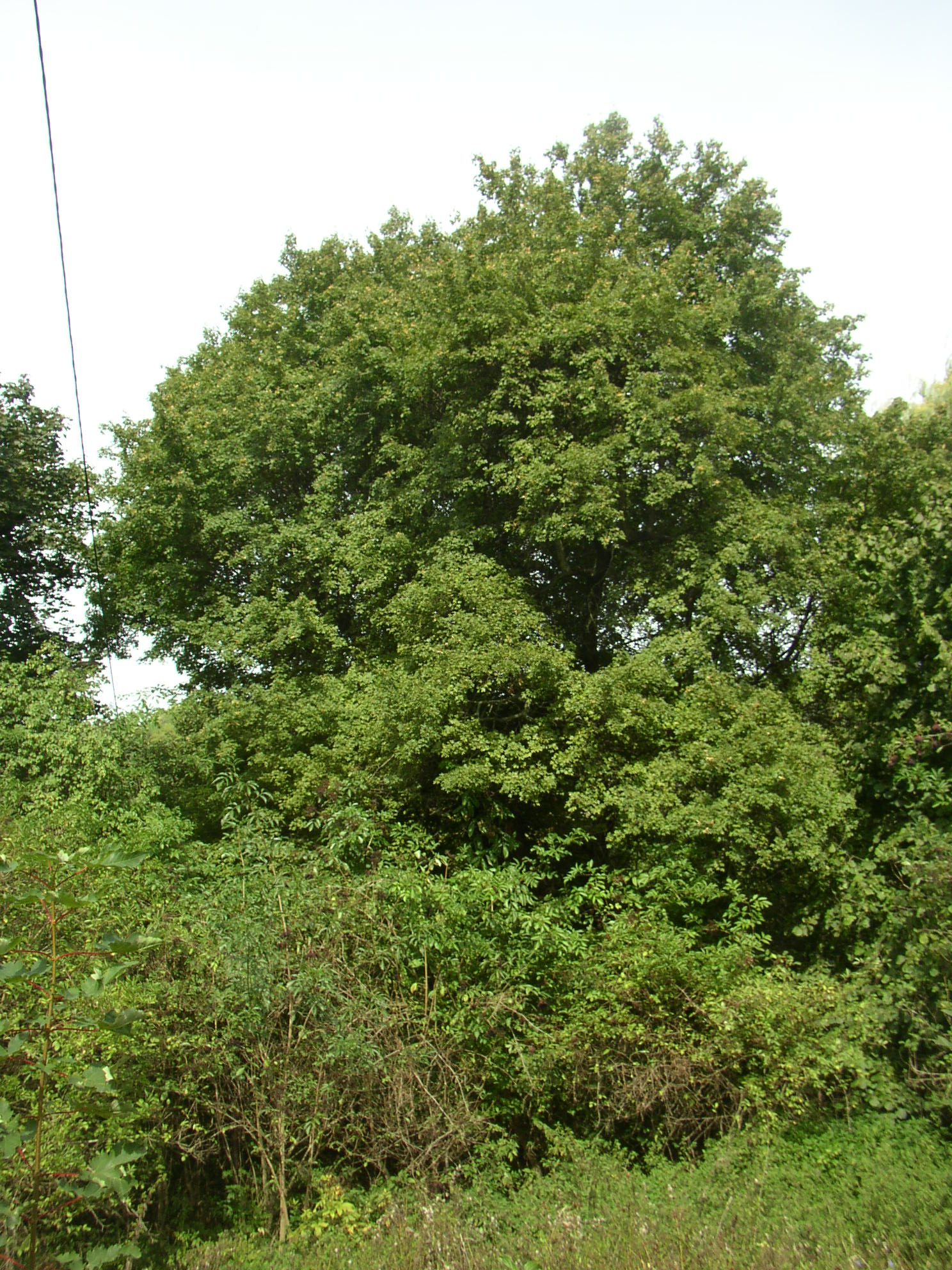
Památný strom – javor babyka